# 2029
2029 (MMXXIX) — невисокосний рік за григоріанським календарем. Почнеться у понеділок.

## Очікувані події
- 1 січня — Люксембург розпочне головування в Раді ЄС[1].
- Творчий доробок американського співака Бадді Холлі перейде у суспільне надбання.
- 13 квітня (п'ятниця) астероїд 99942 Апофіс пройде на мінімальній відстані у 30 000 км від Землі.
- 1 липня — Нідерланди розпочнуть головування в Раді ЄС[1].
- Космічний зонд «Нові обрії» (англ. New Horizons) залишить межі Сонячної системи.

## Вигадані події
- Основні події серії фільмів Термінатор.